# Антоніо Контін
Анто́ніо Контін, Антоніо Контіно (італ. Antonio Contin; Лугано, 1566 — 15 серпня 1600, Венеція) — швейцарсько-італійський скульптор і архітектор венеційської школи другої половини XVI століття.

## Біографія
Антоніо Контін народився в Лугано, в італійськомовному швейцарському кантоні Тічино — батьківщині багатьох видатних будівельників, каменярів, скульпторів і архітекторів. Він виховувався в родині спадкових будівельників — його дід Антоніо да Понте та батько Бернардіно були архітекторами; його брати Томмазо і Франческо стали скульпторами.
Після закінчення навчання у батька, Антоніо одразу почав працювати над престижними проектами у Венеції — будівництвом моста Ріальто, Палаца дожів та Нової в'язниці (Prigioni Nuove). Почав працювати у 1591 році під керівництвом свого діда і працював до його смерті у 1597 році. Успадкувавши замовлення діда, у 1600 році завершив будівництво Нової в'язниці (над якою він працював уже п'ять років), також виконав проект Мосту Зітхань (Ponte dei Sospiri), що з'єднує будівлю Нової вязниці зі «Старою в'язницею» у Палаці дожів, де засідали авогадори та три державних інквізитора. Пізніше, спільно з братом Томмазо, займався реконструкцією скуоли Святого Єроніма (Скуола Гранде-ді-Сан-Фантін), зруйн ованої пожежею у 1592 році: роботи були завершені у період з 1600 року по 1604 рік.
Також виконав гробницю останньої королеви Кіпра Катерини Корнаро у правому трансепті Церкви Сан-Сальвадор (бл. 1580).

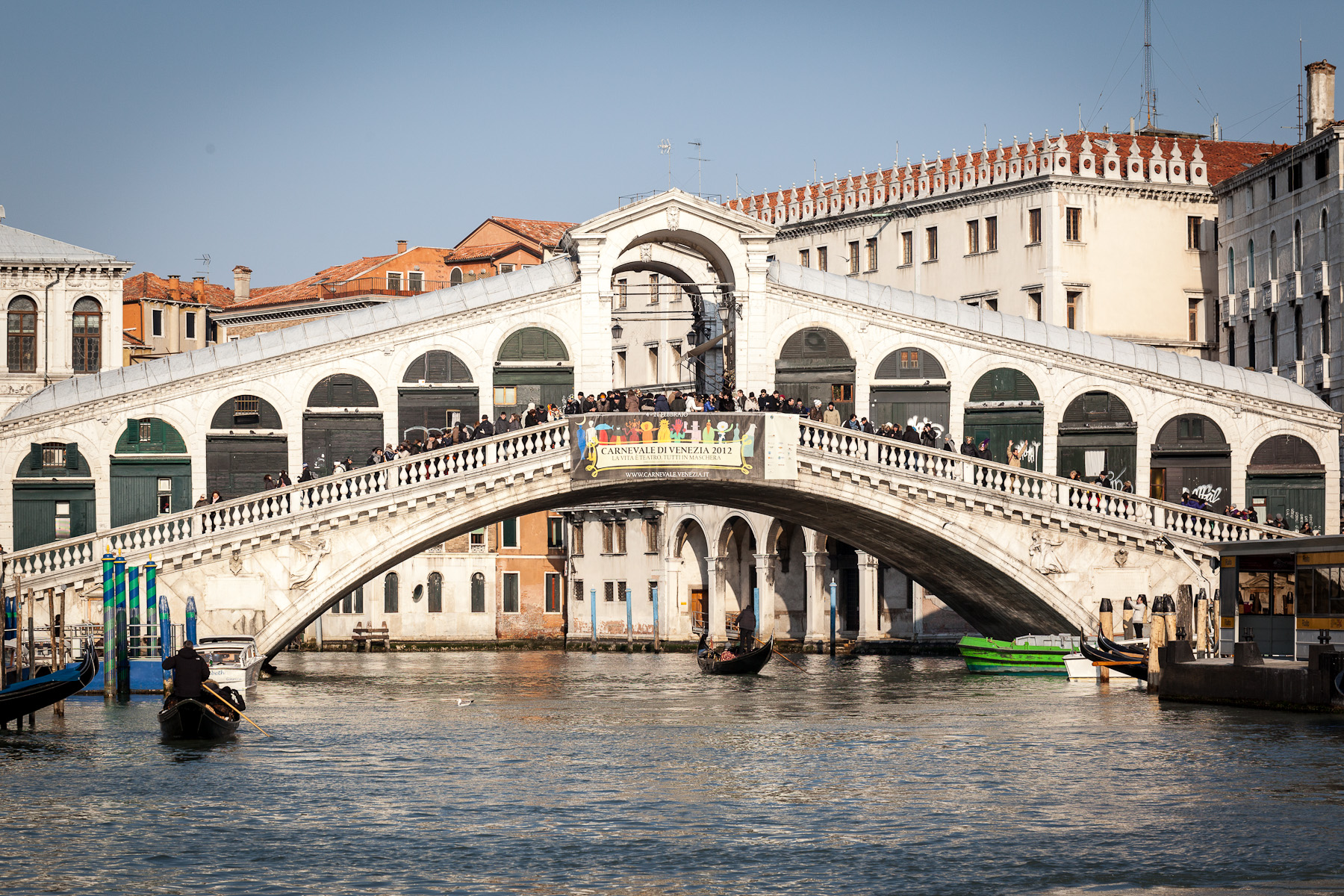
Міст Ріальто через Гранд-канал. Венеція. 1591—1597
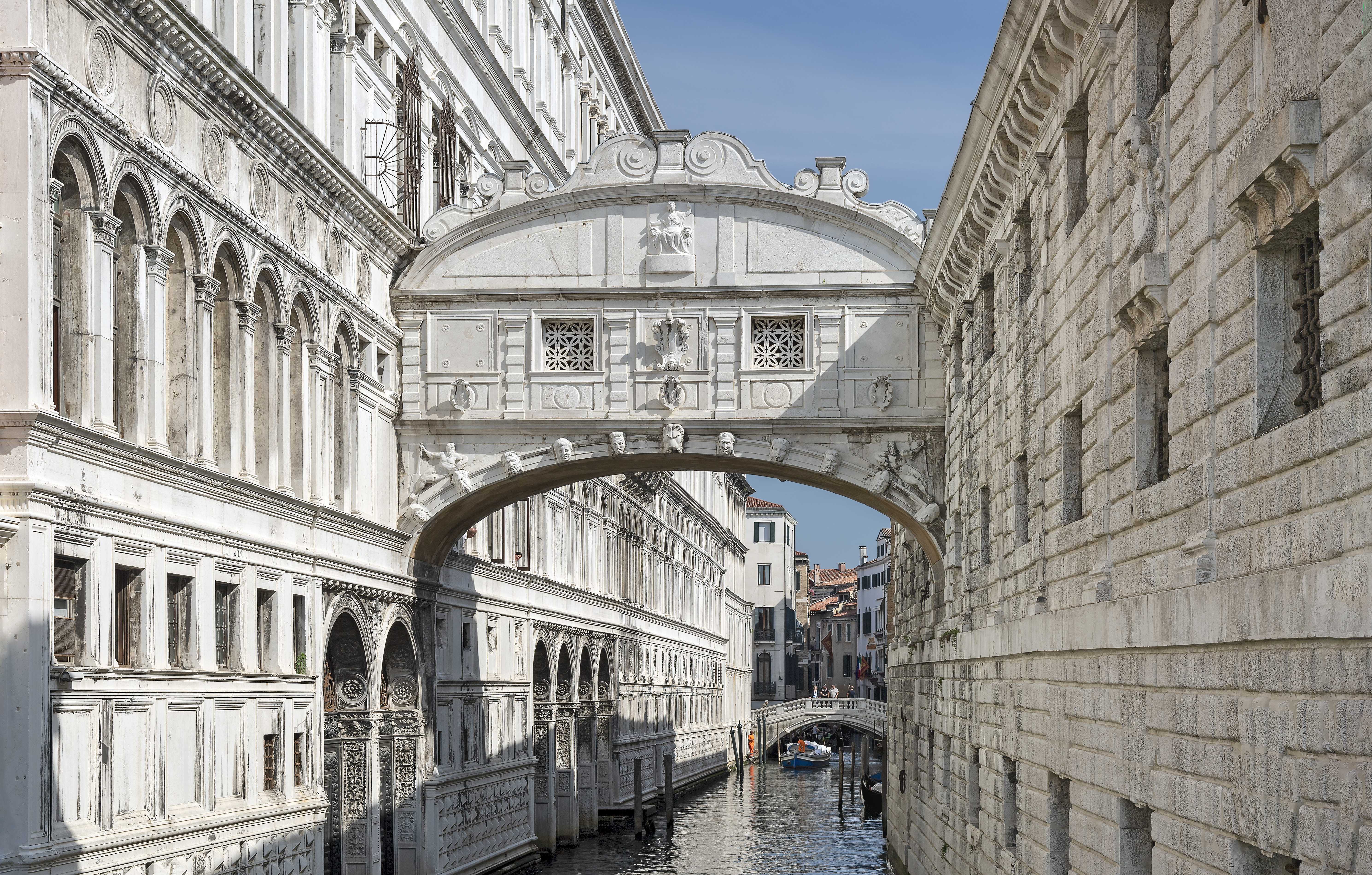
”Міст Зітхань” у Венеції. 1602
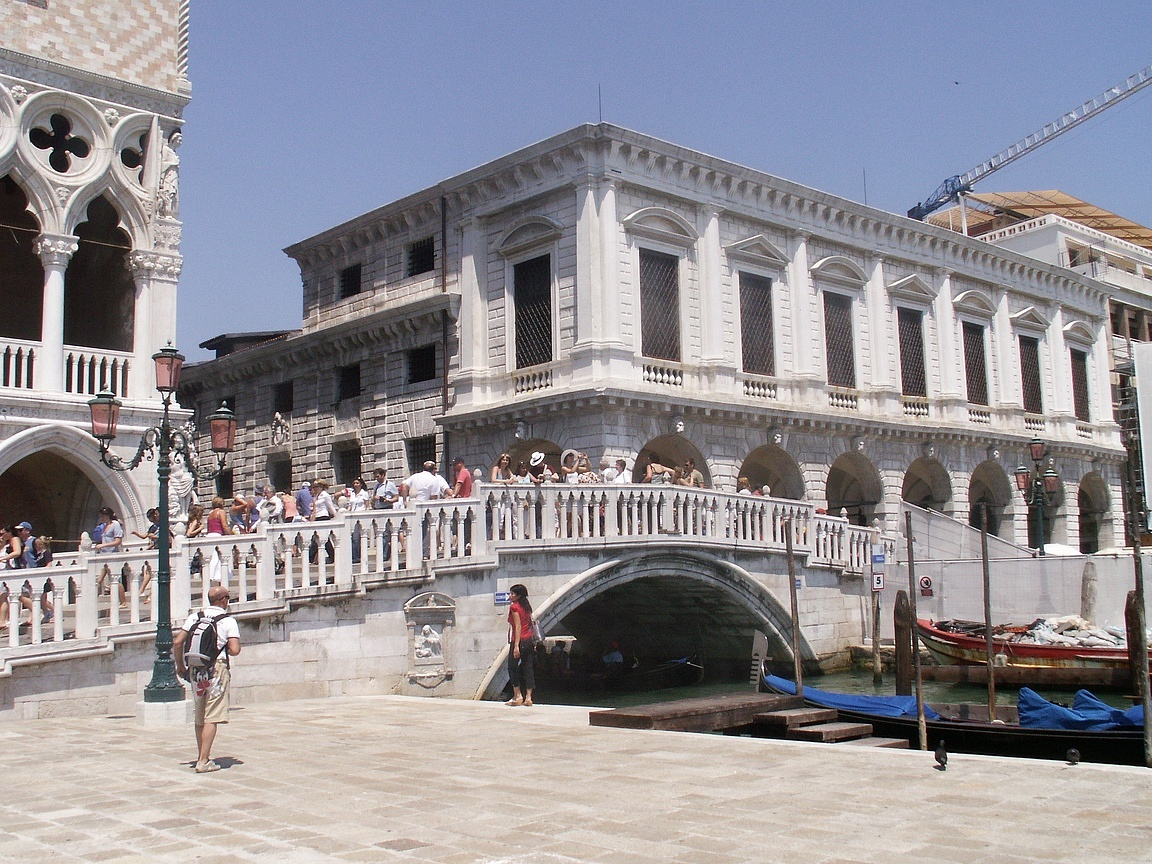
Будівля “Нової в'язниці”. 1600. Венеція
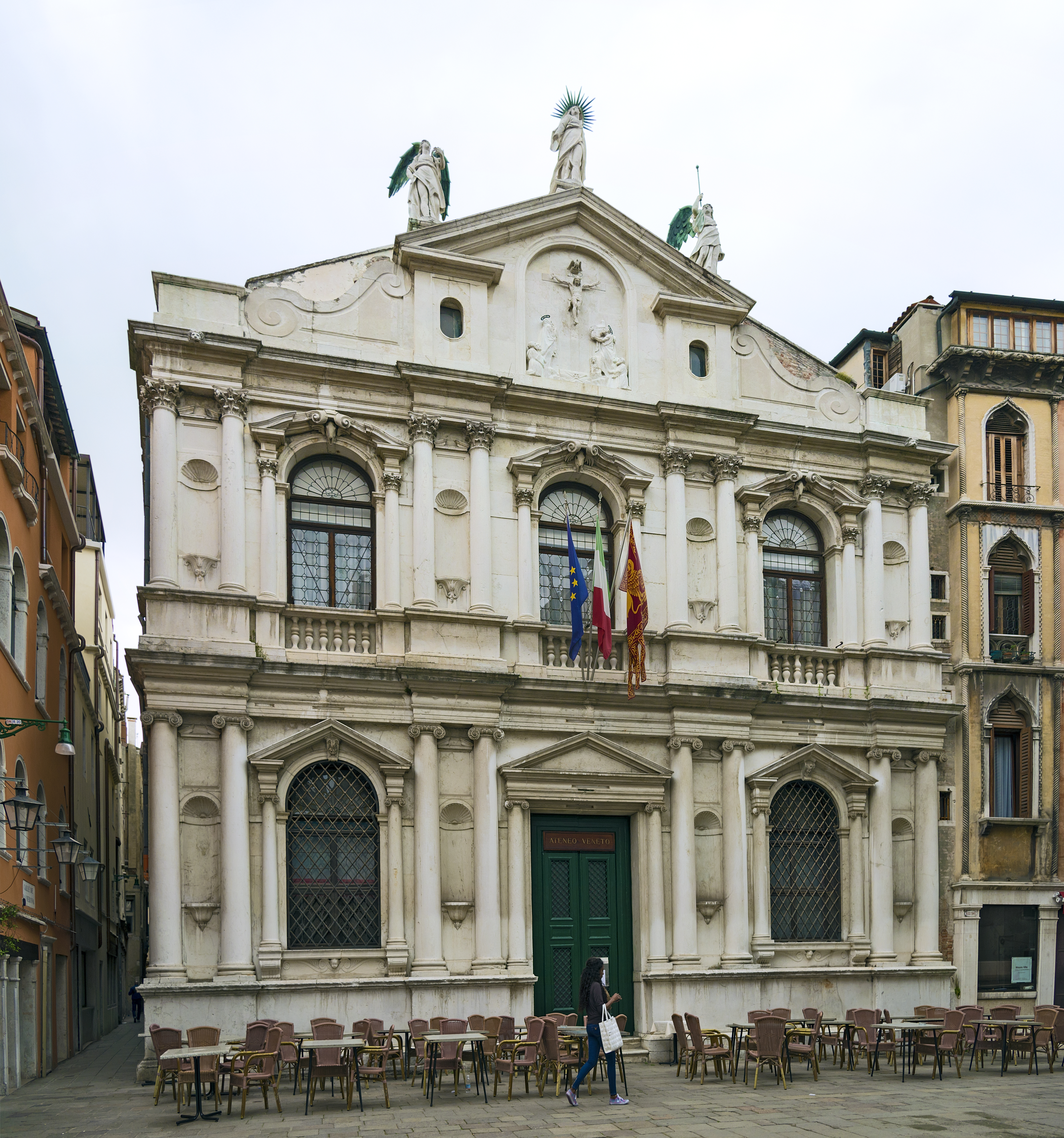
Скуола Гранде-ді-Сан-Фантін (Сан-Джироламо). Фасад. 1600
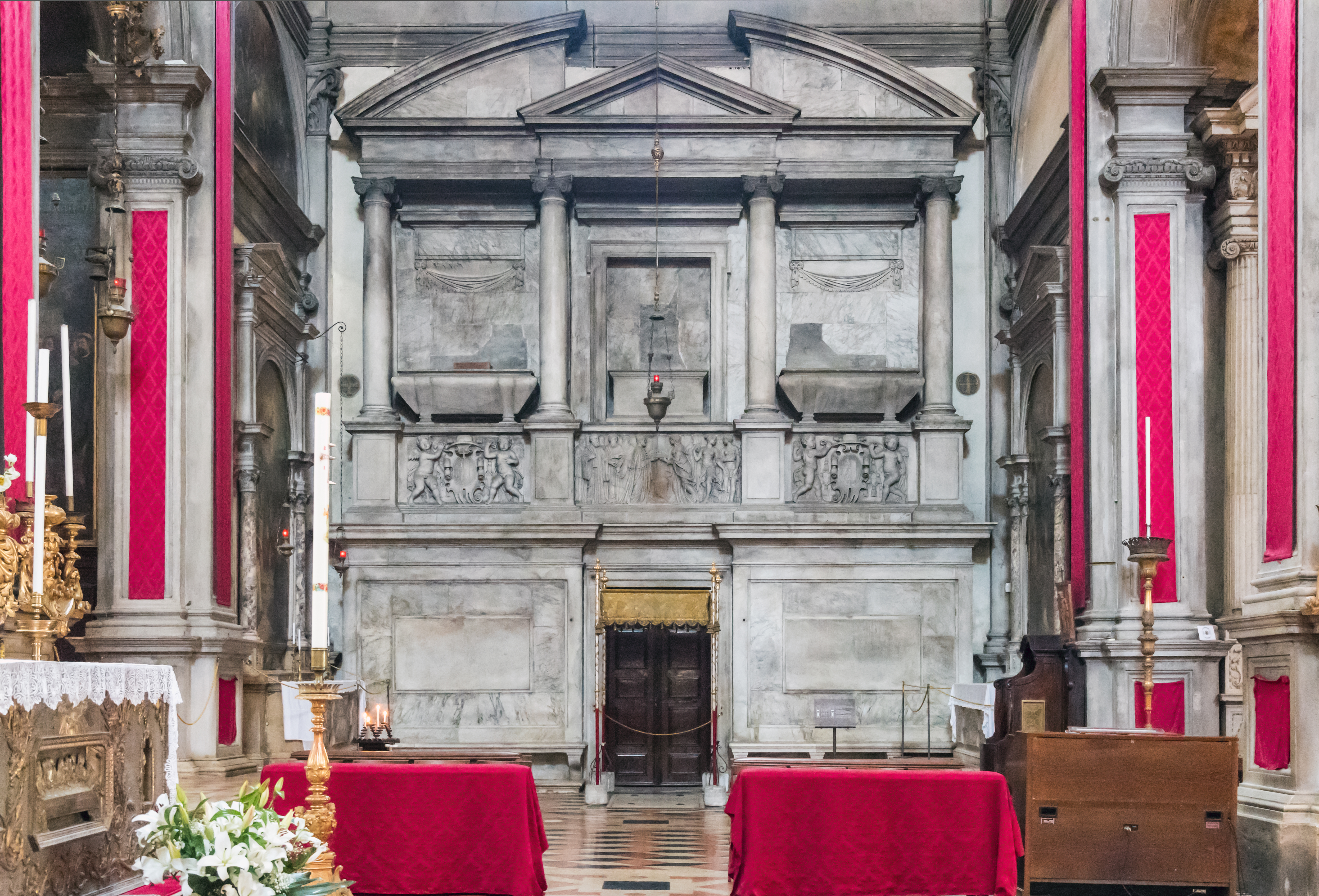
Монумент Катерині Корнаро.  Церква Сан-Сальвадор, Венеція